# Llista de topònims de Sant Joan de Mollet
Llista de topònims (noms propis de lloc) del municipi de Sant Joan de Mollet, al Gironès
Informació actualitzada per un bot. Els canvis manuals es perdran quan s'actualitzi!

## casa
| imatge | Nom          | Ubicat a            | instància de | Detalls                                  | coordenades                                                                                             | Protecció                                  | Commons (més fotos)                | Dades a WD                    |
| ------ | ------------ | ------------------- | ------------ | ---------------------------------------- | --- | ------------------------------------------ | ---------------------------------- | ----------------------------- |
|        | Ca n'Arpa    | Sant Joan de Mollet | casa         | Estil: arquitectura popular              | 42° 02′ 46″ N, 2° 56′ 29″ E / 42.046077°N,2.941335°E 42 msnm                                            | bé integrant del patrimoni cultural català | Ca n'Arpa (Sant Joan de Mollet)    | Modifica les dades a Wikidata |
|        | Can Martí    | Sant Joan de Mollet | casa         | Estil: arquitectura popular              | 42° 02′ 44″ N, 2° 56′ 26″ E / 42.045464°N,2.940677°E 45 msnm                                            | bé integrant del patrimoni cultural català | Can Martí (Sant Joan de Mollet)    | Modifica les dades a Wikidata |
|        | Can Teixidor | Sant Joan de Mollet | casa         | Estil: arquitectura popular 16th century | 42° 02′ 45″ N, 2° 56′ 36″ E / 42.045857°N,2.943215°E ca:Carrer de Barbanza, Sant Joan de Mollet 47 msnm | bé integrant del patrimoni cultural català | Can Teixidor (Sant Joan de Mollet) | Modifica les dades a Wikidata |

## curs d'aigua
| imatge | Nom                   | Ubicat a                                  | instància de               | Detalls                                                 | coordenades | Protecció | Commons (més fotos) | Dades a WD                    |
| ------ | --------------------- | ----------------------------------------- | -------------------------- | ------------------------------------------------------- | --- | --------- | ------------------- | ----------------------------- |
|        | Ter                   | Ripollès Osona Selva Gironès Baix Empordà | curs d'aigua riu principal | Desemboca: mar Mediterrània Llarg: 208km Conca: 3010km² | 42° 25′ 40″ N, 2° 15′ 24″ E / 42.427778°N,2.256667°E 42° 01′ 24″ N, 3° 11′ 31″ E / 42.02347°N,3.19187°E                     |           | Ter River           | Modifica les dades a Wikidata |
|        | riera de les Fontanes | Sant Joan de Mollet Sant Martí Vell       | curs d'aigua               | Desemboca: Ter                                          | 42° 01′ 27″ N, 2° 56′ 29″ E / 42.024123°N,2.941352°E 42° 03′ 13″ N, 2° 56′ 22″ E / 42.05361111111111°N,2.9394444444444443°E |           |                     | Modifica les dades a Wikidata |

## masia
| imatge | Nom           | Ubicat a            | instància de | Detalls                                  | coordenades                                                                                                 | Protecció                                  | Commons (més fotos)                 | Dades a WD                    |
| ------ | ------------- | ------------------- | ------------ | ---------------------------------------- | --- | ------------------------------------------ | ----------------------------------- | ----------------------------- |
|        | Can Falgueres | Sant Joan de Mollet | masia        | Estil: arquitectura popular              | 42° 02′ 41″ N, 2° 56′ 29″ E / 42.044821°N,2.9415°E 54 msnm                                                  | bé integrant del patrimoni cultural català | Can Falgueres (Sant Joan de Mollet) | Modifica les dades a Wikidata |
|        | Can Jeroni    | Sant Joan de Mollet | masia        | Estil: arquitectura popular              | 42° 02′ 38″ N, 2° 56′ 32″ E / 42.043821°N,2.942286°E 55 msnm                                                | bé integrant del patrimoni cultural català | Can Jeroni (Sant Joan de Mollet)    | Modifica les dades a Wikidata |
|        | Can Masó      | Sant Joan de Mollet | masia        | Estil: arquitectura popular 17th century | 42° 02′ 44″ N, 2° 56′ 33″ E / 42.045641°N,2.942411°E ca:Plaça de l'Església, 3, Sant Joan de Mollet 49 msnm | bé integrant del patrimoni cultural català | Can Masó (Sant Joan de Mollet)      | Modifica les dades a Wikidata |
|        | Can Peó       | Sant Joan de Mollet | masia        |                                          | 42° 02′ 44″ N, 2° 56′ 11″ E / 42.0454908682314°N,2.93640540915266°E                                         |                                            |                                     | Modifica les dades a Wikidata |
|        | Can Puig      | Sant Joan de Mollet | masia        | Estil: arquitectura popular              | 42° 02′ 40″ N, 2° 56′ 30″ E / 42.044343°N,2.941585°E 56 msnm                                                | bé integrant del patrimoni cultural català | Can Puig (Sant Joan de Mollet)      | Modifica les dades a Wikidata |
|        | Mas Ferran    | Sant Joan de Mollet | masia        |                                          | 42° 02′ 39″ N, 2° 56′ 26″ E / 42.0442411609529°N,2.94052699166642°E                                         |                                            |                                     | Modifica les dades a Wikidata |
|        | la Canova     | Sant Joan de Mollet | masia        |                                          | 42° 02′ 40″ N, 2° 55′ 58″ E / 42.04431389°N,2.93287778°E 52 msnm                                            |                                            |                                     | Modifica les dades a Wikidata |
|        | la Torre      | Sant Joan de Mollet | masia        | Estil: arquitectura popular              | 42° 02′ 40″ N, 2° 56′ 31″ E / 42.044483333333°N,2.9420444444444°E 57 msnm                                   | bé integrant del patrimoni cultural català | La Torre (Sant Joan de Mollet)      | Modifica les dades a Wikidata |

## muntanya
| imatge | Nom                 | Ubicat a            | instància de | Detalls | coordenades                                                     | Protecció | Commons (més fotos) | Dades a WD                    |
| ------ | ------------------- | ------------------- | ------------ | ------- | --------------------------------------------------------------- | --------- | ------------------- | ----------------------------- |
|        | Puig d'en Falgueres | Sant Joan de Mollet | muntanya     |         | 42° 02′ 24″ N, 2° 56′ 36″ E / 42.04001944°N,2.94335°E 78.8 msnm |           |                     | Modifica les dades a Wikidata |
|        | la Bassola          | Sant Joan de Mollet | muntanya     |         | 42° 02′ 02″ N, 2° 56′ 37″ E / 42.034°N,2.94369°E 112.5 msnm     |           |                     | Modifica les dades a Wikidata |

## pont
| imatge | Nom           | Ubicat a            | instància de | Detalls | coordenades                                                         | Protecció | Commons (més fotos) | Dades a WD                    |
| ------ | ------------- | ------------------- | ------------ | ------- | ------------------------------------------------------------------- | --------- | ------------------- | ----------------------------- |
|        | Pont de Cúgul | Sant Joan de Mollet | pont         |         | 42° 02′ 26″ N, 2° 55′ 53″ E / 42.040651367294°N,2.93127520756568°E  |           |                     | Modifica les dades a Wikidata |
|        | Pont de Palou | Sant Joan de Mollet | pont         |         | 42° 02′ 38″ N, 2° 56′ 40″ E / 42.0438378084493°N,2.94440601762304°E |           |                     | Modifica les dades a Wikidata |

## Misc
| imatge | Nom                                        | Ubicat a            | instància de                                                                   | Detalls                     | coordenades                                                               | Protecció                                  | Commons (més fotos)                        | Dades a WD                    |
| ------ | ------------------------------------------ | ------------------- | ------------------------------------------------------------------------------ | --------------------------- | ------------------------------------------------------------------------- | ------------------------------------------ | ------------------------------------------ | ----------------------------- |
|        | Paller de Can Magrana                      | Sant Joan de Mollet | pallissa                                                                       | Estil: arquitectura popular | 42° 02′ 43″ N, 2° 56′ 33″ E / 42.045267°N,2.942442°E                      | bé integrant del patrimoni cultural català |                                            | Modifica les dades a Wikidata |
|        | Rectoria Vella de Sant Joan de Mollet      | Sant Joan de Mollet | edifici                                                                        | Estil: arquitectura popular | 42° 02′ 44″ N, 2° 56′ 35″ E / 42.045605555556°N,2.9431305555556°E 47 msnm | bé integrant del patrimoni cultural català | Rectoria Vella de Sant Joan de Mollet      | Modifica les dades a Wikidata |
|        | Sant Joan de Mollet                        | Sant Joan de Mollet | entitat singular de població ens local històric de Catalunya capital municipal | 526 hab                     | 42° 02′ 45″ N, 2° 56′ 33″ E / 42.045904°N,2.942462°E 50 msnm              |                                            |                                            | Modifica les dades a Wikidata |
|        | carrer del Camí Reial                      | Sant Joan de Mollet | carrer                                                                         | Estil: arquitectura popular | 42° 02′ 46″ N, 2° 56′ 26″ E / 42.046117°N,2.940586°E                      | bé integrant del patrimoni cultural català | Carrer del Camí Reial                      | Modifica les dades a Wikidata |
|        | casa consistorial de Sant Joan de Mollet   | Sant Joan de Mollet | casa consistorial                                                              |                             | 42° 02′ 48″ N, 2° 56′ 32″ E / 42.0466228°N,2.9421704°E                    |                                            |                                            | Modifica les dades a Wikidata |
|        | església Parroquial de Sant Joan de Mollet | Sant Joan de Mollet | església                                                                       | Estil: neoclassicisme       | 42° 02′ 45″ N, 2° 56′ 35″ E / 42.045797°N,2.943036°E                      | bé integrant del patrimoni cultural català | Església Parroquial de Sant Joan de Mollet | Modifica les dades a Wikidata |